# Max Meckel

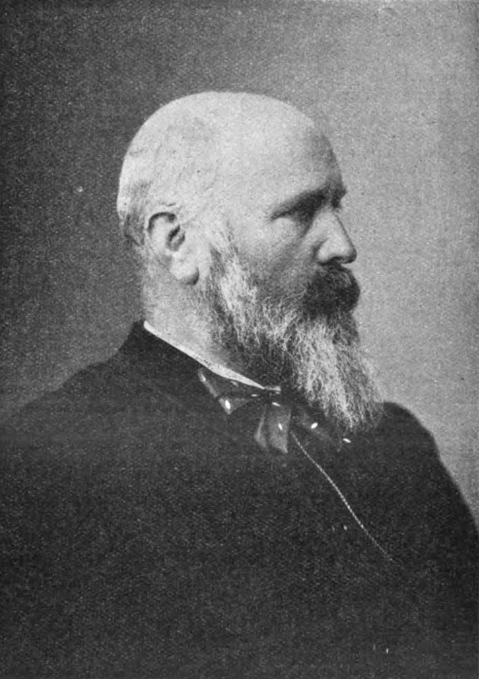
Max Meckel, Foto um 1910

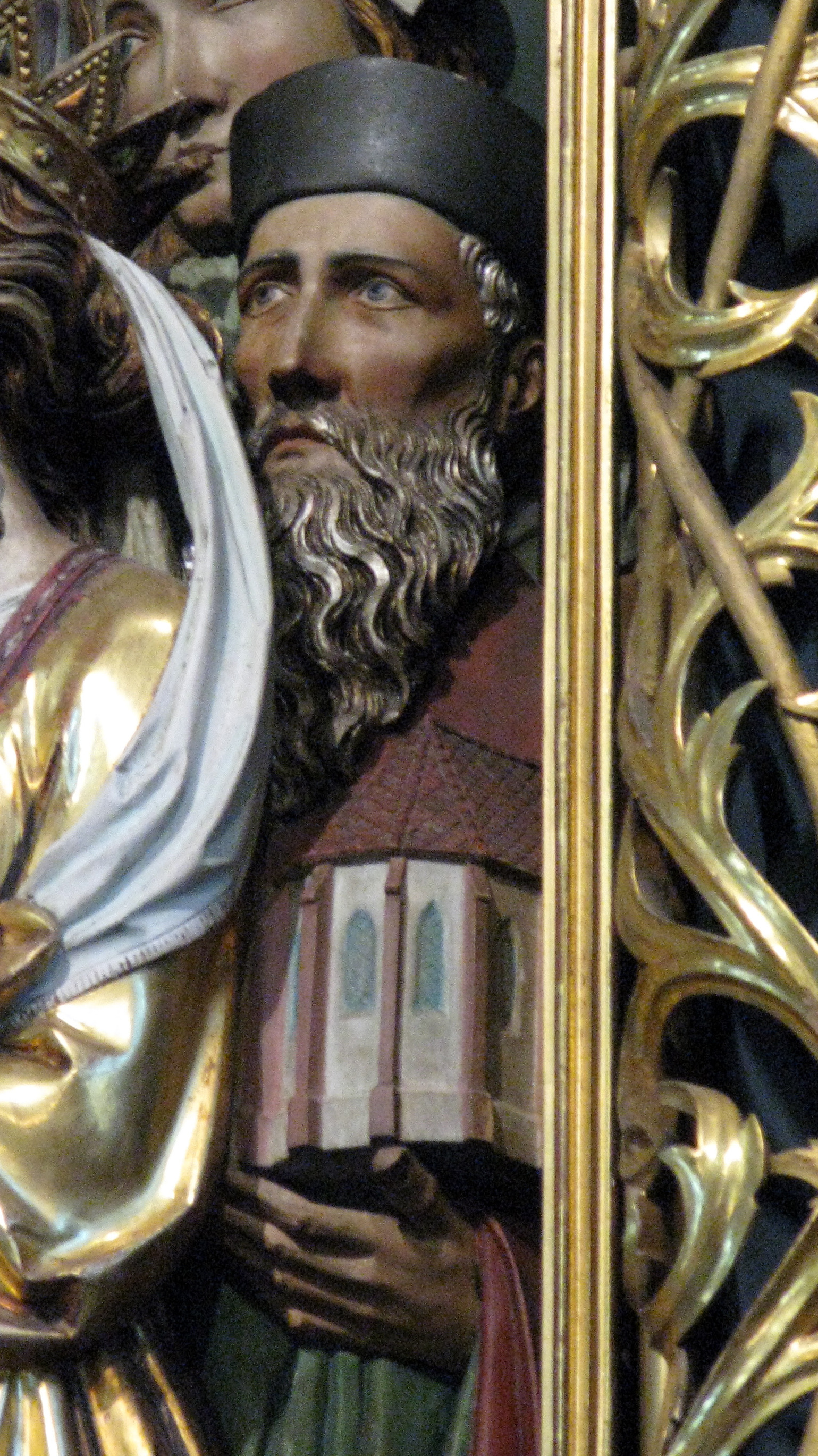
Max Meckel, Porträt von Joseph Dettlinger am rechten Seitenaltar des Neustädter Münsters

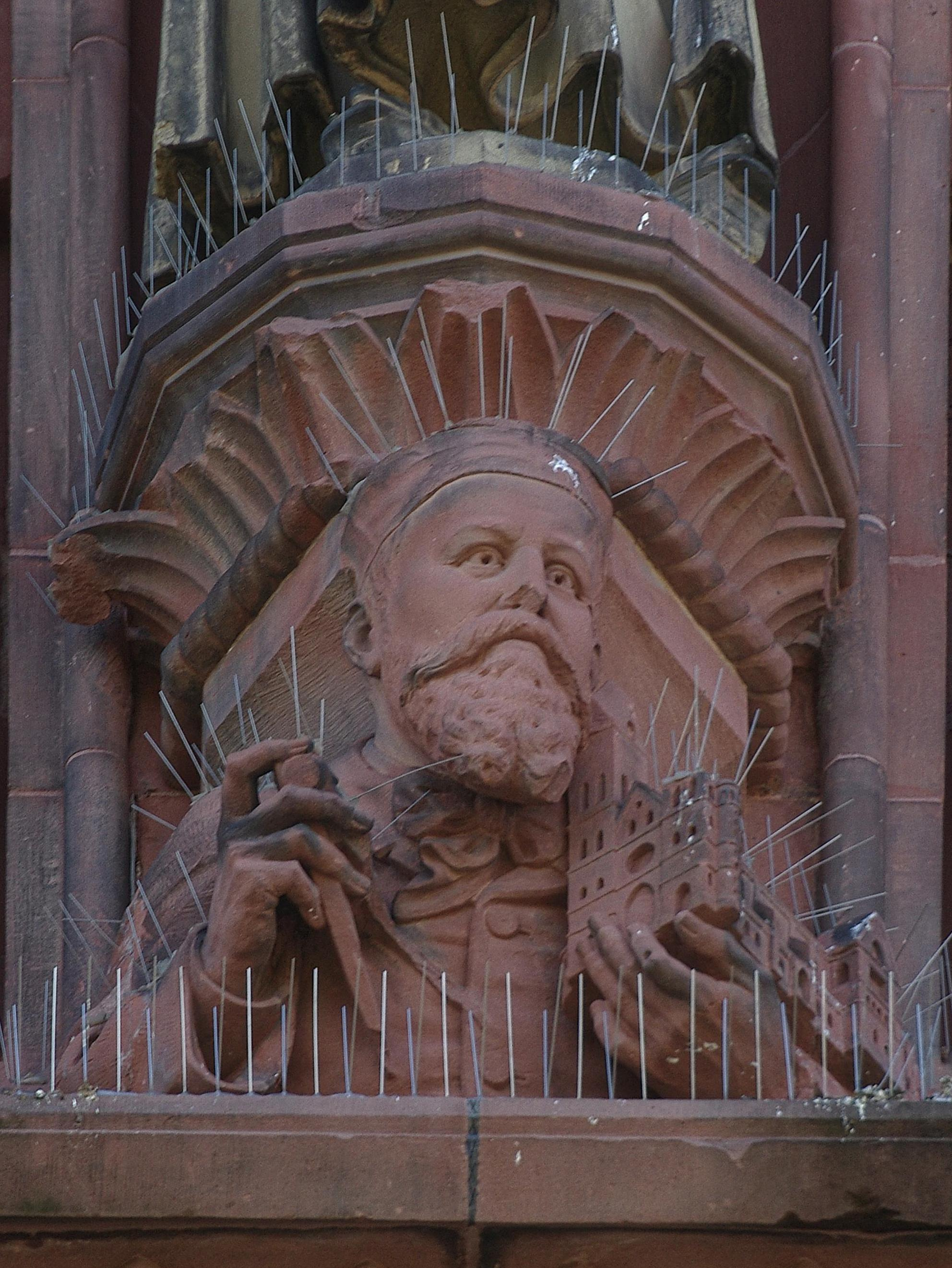
Max Meckel, Porträt von Julius Seitz an der Herz-Jesu-Kirche in Freiburg

Max Meckel (* 28. November 1847 in Dahlen (Mönchengladbach); † 24. Dezember 1910 in Freiburg im Breisgau; vollständiger Name: Maximilian Emanuel Franz Meckel) war ein deutscher Architekt.

## Herkunft
Seine Eltern waren der Kölner Notar Karl Anton Meckel (1808–1881) und dessen Ehefrau Johanna Catharina Führer (1816–1879). Zwei seiner Brüder wurden Generäle Wilhelm (1859–1935) und Jacob (1842–1906), der Bruder Ludwig (1860–1927) war ein bekannter Jagdmaler.

## Leben
Max Meckel absolvierte in den Jahren 1865 bis 1868 eine Ausbildung zum Maurer und Steinmetz beim Kölner Dombauführer Vincenz Statz. 1870 legte er in Köln seine Meisterprüfung ab. Von 1871 bis 1873 arbeitete er als Assistent von Dombaumeister Franz Josef Denzinger am Wiederaufbau des 1867 niedergebrannten Kaiserdoms in Frankfurt am Main. 1874 ließ er sich als selbstständiger Architekt dort nieder.
Seine bedeutendste Aufgabe war die Renovierung und Neugestaltung der Fassade des Römers, des mittelalterlichen Rathauses von Frankfurt. Meckel beteiligte sich 1889 an einem Wettbewerb und gewann mit einem pompösen neugotischen Entwurf, der die Begeisterung Kaiser Wilhelms II. weckte. Der Frankfurter Stadtverordnetenversammlung, vor allem aber dem 1890 ernannten Oberbürgermeister Franz Adickes, waren die veranschlagten Baukosten aber viel zu hoch. Sie forderten Meckel deshalb auf, einen schlichteren Entwurf auszuarbeiten, den er 1894 vorlegte. Von 1896 bis 1899 wurde der Römer nach diesen Entwürfen renoviert. Dabei entstanden der Balkon aus Sandstein und die vier Kaiserstatuen, die in Nischen zwischen den Fenstern des hinter der Fassade liegenden Kaisersaales aufgestellt sind.
Meckel entwarf mehr als 50 Kirchen, die meisten im neugotischen Stil. Die große Zahl der Entwürfe ist zurückzuführen auf seine Tätigkeiten als Diözesanbaumeister des Bistums Limburg von 1887 bis 1892, ab 1892 als Erzbischöflicher Bauinspektor und ab 1894 als Erzbischöflicher Baudirektor des Erzbistums Freiburg. Im Jahr 1900 wurde er entlassen und eröffnete zusammen mit seinem Sohn Carl Anton Meckel (1875–1938) ein Architekturbüro in Freiburg. Die beiden beteiligten sich mit ihren Entwürfen an vielen Wettbewerben, bekamen jedoch nur wenige größere Aufträge übertragen.
Meckel starb im Dezember 1910 in Freiburg und wurde auf dem Freiburger Hauptfriedhof in einer Familiengrabstätte beigesetzt. Deren Bemalung stammt von Joseph Dettlinger, der mehrmals mit ihm zusammengearbeitet hatte.
Max Meckel war der Großvater des Schriftstellers Eberhard Meckel und der Urgroßvater des Schriftstellers und Grafikers Christoph Meckel.
Zu seinen bekannten Schülern gehörte Stephan Mattar.

## Stil
In der Lehre bei Statz wurde er nachträglich von der gotischen Bauweise beeinflusst.

„Seine Altäre, Copien alter Werke und zwar immer etwas minderwertiger Arbeiten, konnten mir auch nicht gefallen und so erging es vielen Leuten. Dies ist jedoch nebensächlich. Was er während seiner Tätigkeit in Baden an Neubauten und auch gothischen Restaurationen geleistet, wird stets mustergültig bleiben. Die Kirchen in Karlsruhe, Lauterbach und Freiburg sind Meisterwerke“

## Bauten (Auswahl)

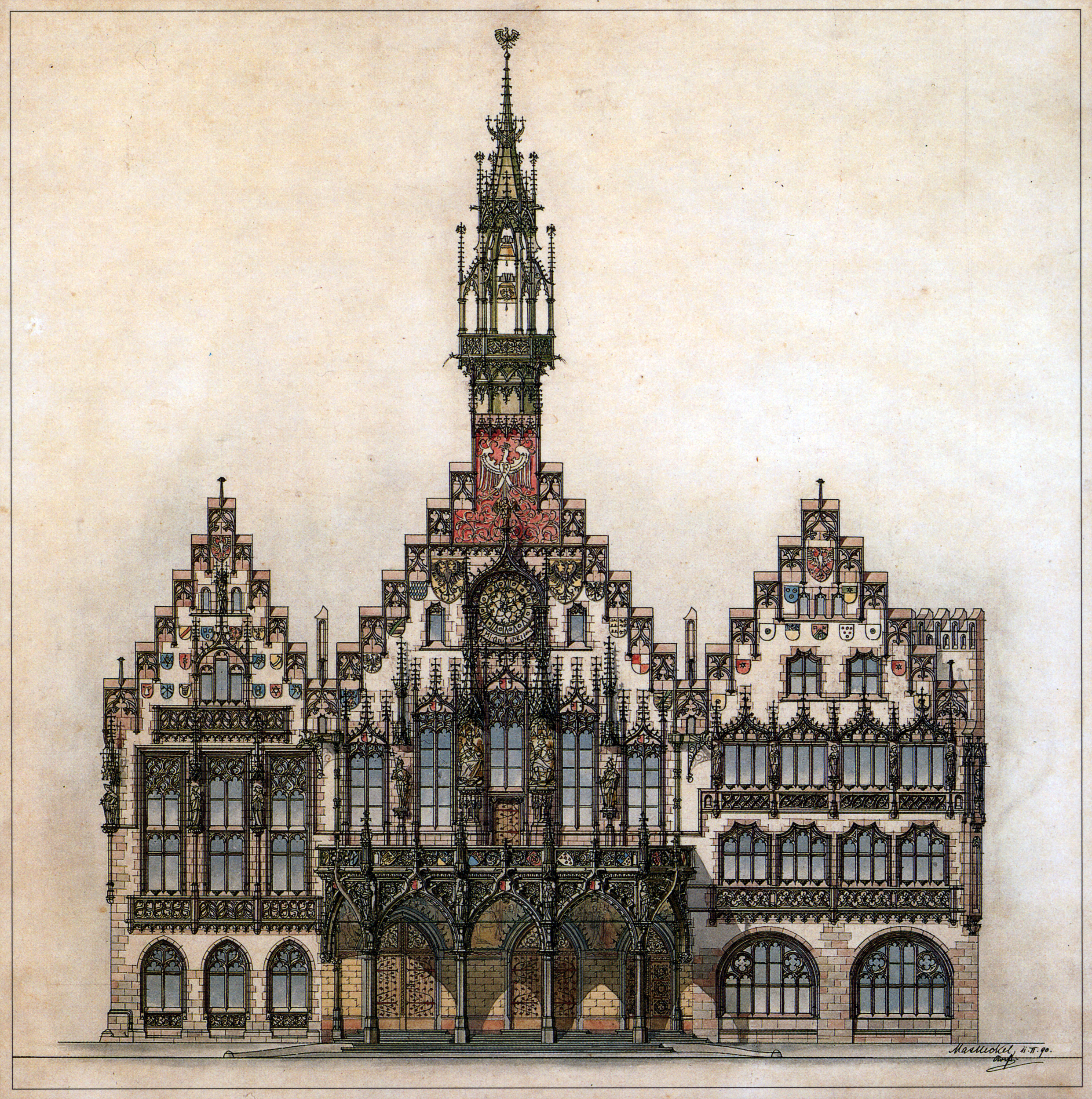
Entwurf zur Römerfassade, 1890

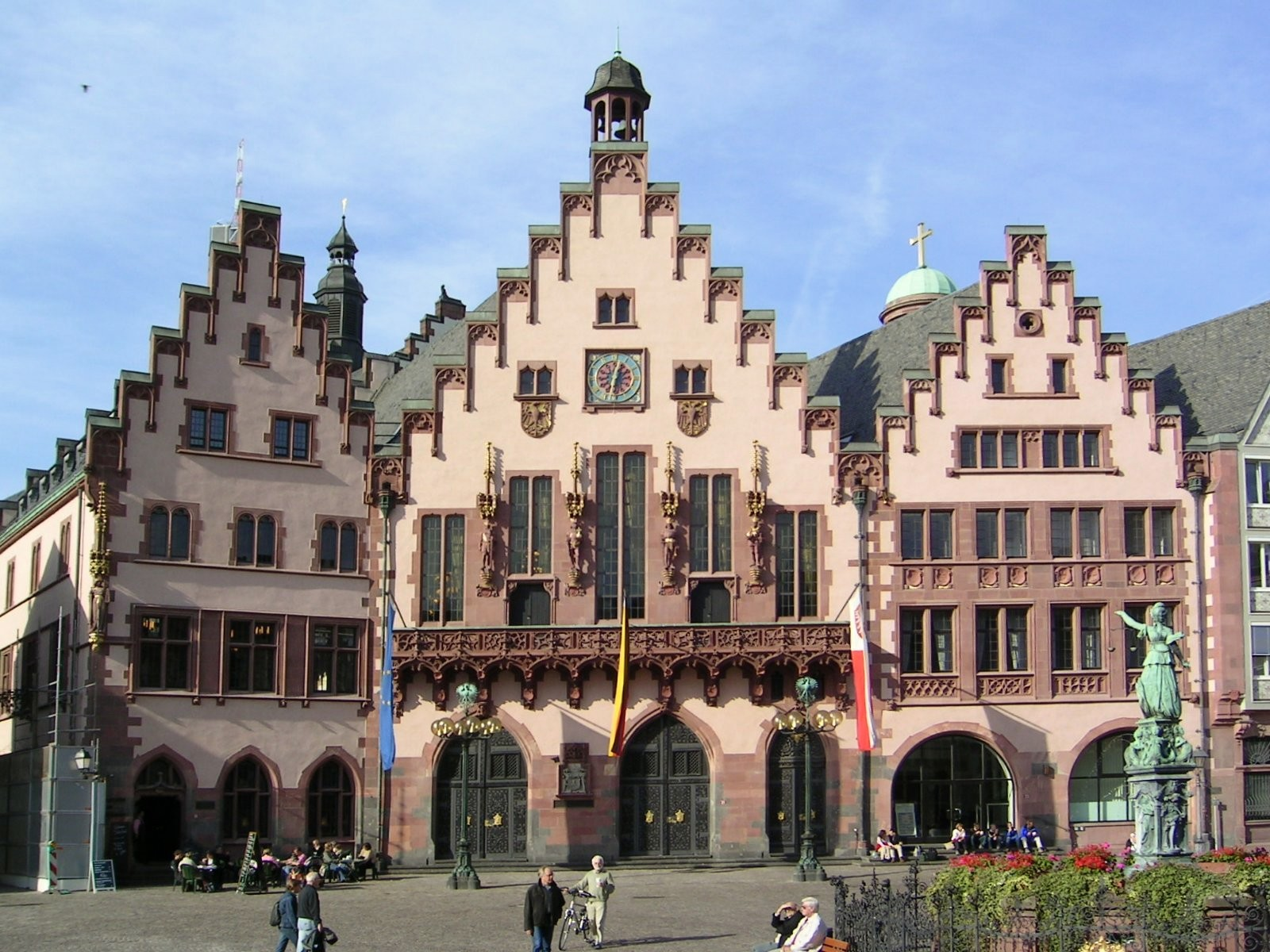
Der Römer in Frankfurt am Main

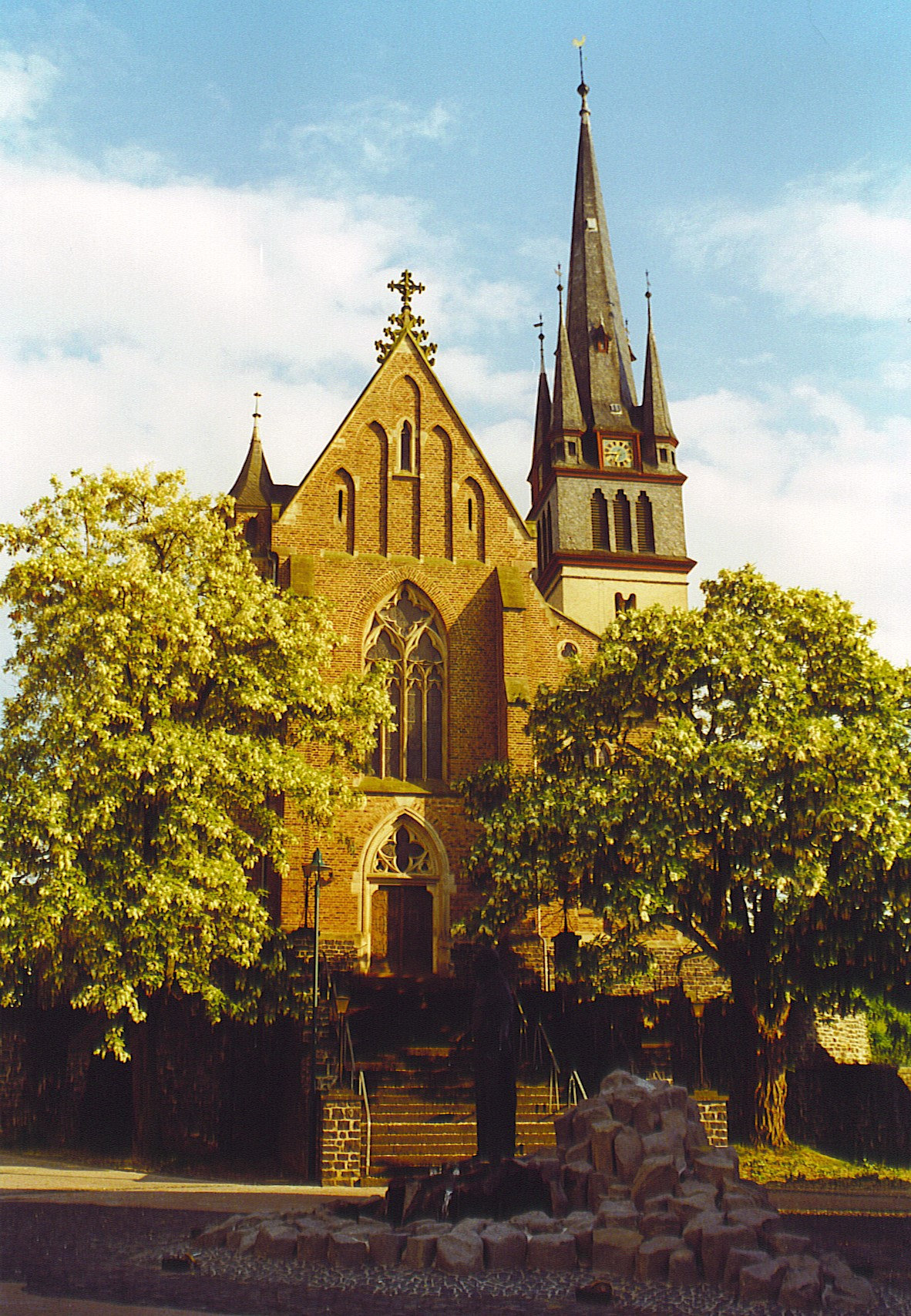
Katholische Pfarrkirche St. Ägidius zu Obertiefenbach, 1885/88

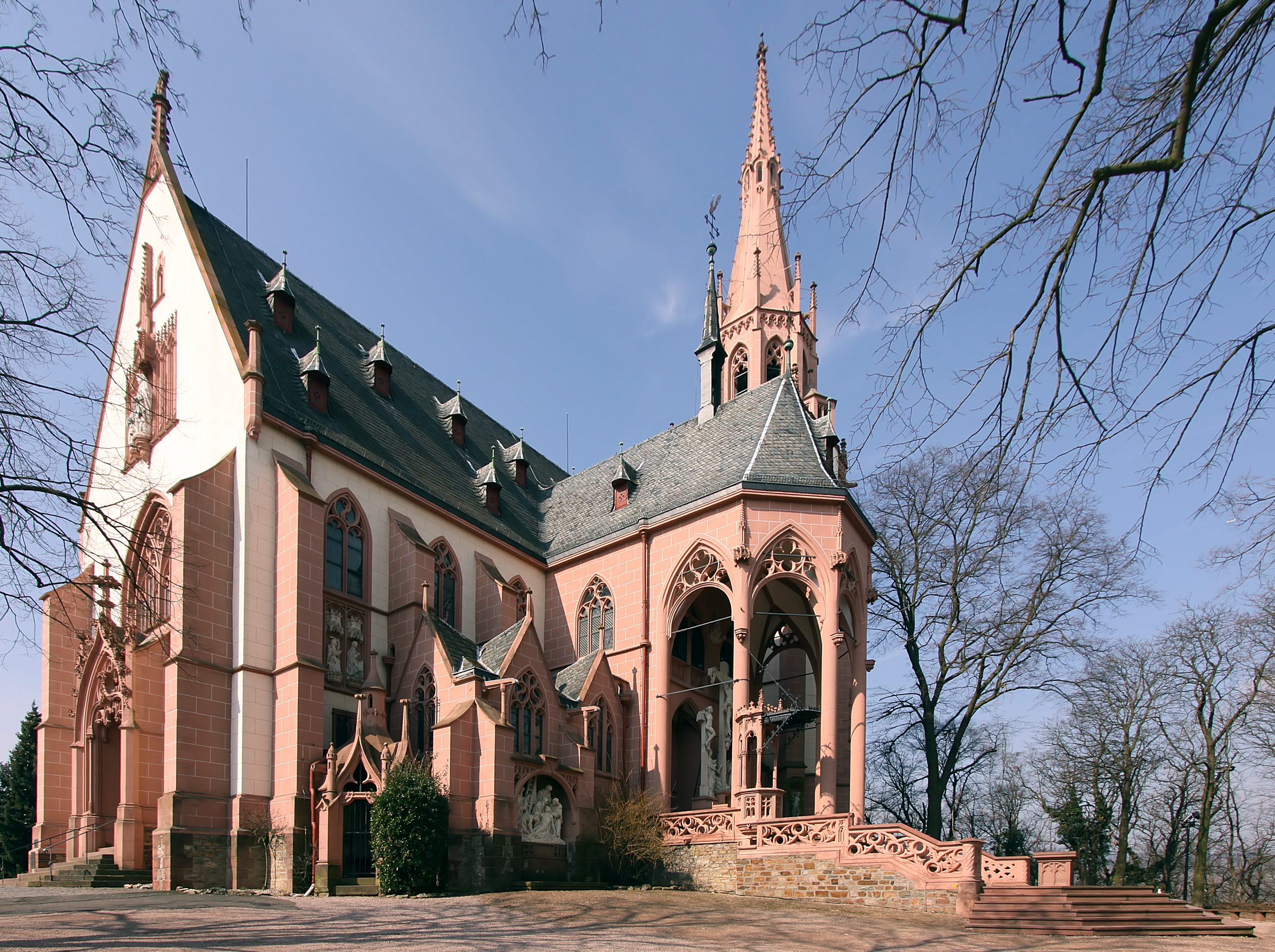
Rochuskapelle in Bingen, 1893/95

### Kirchenbauten und -pläne
- 1874: Pläne für die katholische Pfarrkirche St. Josef in Bornheim, den ersten katholischen Kirchenneubau in Frankfurt seit der Reformation. 
Meckel orientierte sich an der 1874 abgerissenen ehemaligen Johanniterkirche in der Frankfurter Altstadt; die Kirche wurde 1877 geweiht und 1893 bis 1895 (durch Meckel) sowie 1931 erweitert.
- 1877: Fertigstellung der katholischen Pfarrkirche St. Peter und Paul in Kronberg im Taunus
- 1877: Fertigstellung der katholischen Pfarrkirche St. Josef in Frankfurt-Bornheim mit der 1874 abgerissenen ehemaligen gotischen Johanniterkirche in der Frankfurter Altstadt als Vorbild, Verwendung einer Reihe von Spolien, darunter Gewölberippen, Schlusssteine und Fenstermaßwerke der abgerissenen Kirche
- 1878–1879: katholische Pfarrkirche St. Bonifatius in Lorchhausen
- 1882–1885: evangelische Pfarrkirche in Flonheim
- 1885: Restaurierung der Kirche St. Martin in Bingen
- 1885–1886: katholische Pfarrkirche St. Bonifatius in Wirges (Westerwald)
- 1886–1888: katholische Pfarrkirche St. Aegidius in Beselich-Obertiefenbach[3]
- 1887–1889: katholische Pfarrkirche St. Cosmas und Damian in Gau-Algesheim
- 1889–1891: katholische Herz-Jesu-Kirche in Weimar
- 1890–1893: katholische Herz-Jesu-Kirche in Oberrad
- 1892: Entwurf der katholischen Pfarrkirche St. Bernhard in Karlsruhe, erbaut 1896–1901
- 1892: Pläne der katholischen Herz-Jesu-Kirche in Fechenheim, erbaut 1895–1896
- 1892–1894: evangelische Kirche St. Pankratius in Kirn
- 1892–1897: katholische Herz-Jesu-Kirche in Freiburg im Breisgau
- 1893–1895: Erweiterung der alten St. Josefs-Kirche in Frankfurt-Bornheim um niedrige Anbauten an beiden Seiten des Hauptschiffes
- 1892–1906: Umbau der katholischen Pfarrkirche St. Marien in Gengenbach, der ehemaligen Abteikirche des Klosters Gengenbach
- 1893–1894: katholische Pfarrkirche St. Bonifatius in Apolda
- 1893–1895: Rochuskapelle in Bingen
- 1893–1895: katholische Maria-Hilf-Kirche in Wiesbaden
- 1893–1895: katholische Pfarrkirche St. Josef in Hausen im Wiesental
- 1894–1895: Umbau der katholischen Pfarrkirche St. Bonifatius in Emmendingen, 1911–1913 um Turm und Langhaus erweitert
- 1895–1898: Erweiterung der Wallfahrtskirche Mariä Krönung in Lautenbach
- 1895–1899: katholische Herz-Jesu-Kirche in Frankfurt-Eckenheim. Von dieser Kirche steht nur noch der Turm, das Kirchenschiff wurde 1961 abgerissen und durch einen Neubau ersetzt.
- 1896: Christuskirche (Weimar)
- 1896–1899: Katholische Pfarrkirche St. Aposteln in Viernheim
- 1898–1901: Jakobus-Münster in Neustadt im Schwarzwald.
- 1899–1901: katholische Wallfahrtskirche auf dem Allerheiligenberg in Lahnstein-Niederlahnstein. Kirchenbau oberhalb der Lahnmündung, der als „christliches Kriegerdenkmal“ gewidmet war.
- 1902–1904: katholische Garnisonkirche St. Georg in Ulm
- 1907–1910: katholische Heiliggeistkirche in Basel (zusammen mit dem Basler Architekten Gustav Doppler, vollendet 1912)

### Denkmäler und Kunstgewerbliches
- 1885/87: Grabmal für Bischof Peter Joseph Blum im Limburger Dom
- 1887: Gedenktafel für die Bischöfe Jakob Brand und Johann Wilhelm Bausch ebenda
- 1907/09: Denkmal für Nikolaus Kopernikus in Frauenburg (zusammen mit Julius Seitz)
- 1910: Wiederherstellung Marktbrunnen in Rottenburg am Neckar